# Bobry (film 1970)
Bobry (ros. Бобры идут по следу) – radziecki krótkometrażowy film kukiełkowy z 1970 roku w reżyserii Michaiła Kamienieckiego. Kontynuacja filmu lalkowego Uwaga, szczupak! (Осторожно, щука!) z 1968 roku.

## Fabuła
Opowieść o złośliwym raku, który z prowadzonej przez bobry szkoły dla leśnych zwierząt porwał szczupaka, zmuszając go do polowania na ryby. Dzięki śmiałej akcji poszukiwawczej bobry znajdują podziemną kryjówkę raka i uwalniają szczupaka. Unieruchomiony na drzewie rak jest bezsilny w swej złości.

## Obsada (głosy)
- Gieorgij Wicyn
- Anatolij Papanow
- Rina Zielona
- Marija Winogradowa
- Zinaida Naryszkina
- Olga Arosiewa